# Kaumakani
Kaumakani – jednostka osadnicza w Stanach Zjednoczonych, w hrabstwie Kauaʻi.